# Niktimos
Niktimos (także Nyktimos, gr. Νύκτιμος Nýktimos, łac. Nyctimus) – w mitologii greckiej syn Likaona. Został zabity przez swych braci za zgodą ojca, a przygotowaną z niego potrawą poczęstowano Zeusa, który odwiedził króla Likaona pod postacią żebraka. Rozgniewany władca nieba przemienił w wilki wszystkich obecnych oprócz Niktimosa (inna wersja mitu mówi o zabiciu ich przez rażenie piorunem). 
Wedle innej tradycji dzieckiem podanym Zeusowi był Arkas syn siostry lub córki Niktimosa, Kallisto. Niktimosa uratowała jednak od śmierci Gaja, która ubłagał Zeusa, by go oszczędził najmłodszego z synów Likaona. Za najmłodszego uważa go Apollodor, wedle Pauzaniasza Niktimos był najstarszym synem królewskim. Odziedziczył tron po śmierci ojca. Na okres jego panowania przypadł potop Deukalionowy, który, rozgniewany zbrodnią Likaona i jego synów, Zeus zesłał na świat. Następcą Niktimosa na tronie arkadyjskim był Arkas. Wedle innej wersji mitu Arkas został królem bezpośrednio po Likaonie, a Niktimos zginął wraz z pozostałymi braćmi.